# Четвёртая битва при Изонцо
Четвёртая битва при Изонцо (ит. Quarta battaglia dell'Isonzo) — неудачная попытка во время Первой мировой войны итальянских войск прорвать австро-венгерский фронт у реки Изонцо в ходе наступления, продолжавшегося 10 ноября — 11 декабря 1915 года.

## Перед сражением
Четвертая битва при Изонцо по сути была повторением Третьей и основывалась на убеждении итальянского начальника штаба генерала Луиджи Кадорны в том, что последний рывок прорвет ослабленные линии противника и позволит захватить город Гориция, цель предыдущей битвы.
Положение австро-венгерских защитников было хуже, чем в середине октября, когда началось предыдущее сражение, и части понесли сильное истощение, но на фронте все еще оставалось девять дивизий и одна в резерве. Как и в предыдущем сражении, австро-венгры знали о намерениях противника начать новое наступление, поскольку итальянцы не скрывали своих приготовлений. 

## Ход сражения
Новое итальянское наступление началось в полдень 10 ноября с четырехчасового артиллерийского обстрела. Последовавшие за этим пехотные атаки обычно были сорваны вражеским пулеметным огнем, за исключением юга, где итальянцы захватили руины деревни Ославия. 11-го числа ожесточенные пехотные бои возобновились, и итальянцы потеряли территорию, которую они захватили накануне. Итальянцы отбили Ославию 12-го числа и потеряли ее 13-го числа. Итальянский 6-й армейский корпус увяз в боях.
Дальше на север, в районе Плавы итальянская атака также столкнулась с австро-венгерской обороной, не добившись никакого прогресса.
На юге десять дивизий 3-й армии не смогли отбить у противника гору Сан-Микеле: пулеметный огонь пресек атаки пехоты. Попытки взять гору предпринимались с 10 по 15 ноября, но не привели ни к какому результату, кроме многочисленных потерь с обеих сторон в кровопролитных боях.
Надеясь сокрушить ослабленного противника, лишенного резервов, Кадорна приказал возобновить атаки 17 ноября. Наступление началось ранним утром 18-го числа с бомбардировки Гориции, в результате которой погибли сотни мирных жителей и была разрушена четверть города. Семь из десяти тысяч жителей впоследствии покинули город, сократив его население до менее чем одной десятой от довоенного. Бомбардировка повторилась на следующий день. Атака пехоты началась 20-го числа. Небольшое итальянское наступление было недолгим, и 22-го числа пехота вернулась на исходную позицию.
На юге, в районе Монте-Сан-Микеле итальянский артобстрел и атаки не позволили 3-й армии занять вражескую позицию. В период с 18 по 25 ноября следовали одна за другой безуспешные атаки.
Заключительная фаза сражения развернулась в Юлийских Альпах, в северном секторе Изонцо, где уже начался снегопад. Как и южнее, атаки пехоты были остановлены австро-венгерским пулеметным огнем. Бои продолжались с 25 по 28 ноября, когда погода снова ухудшилась и вынудила прекратить операцию.
На среднем участке фронта 2-я армия попыталась наступить 25-го числа, но снова наткнулась на оборону противника. То же самое произошло и на следующий день. 29-го числа итальянским подкреплениям, наконец, удалось занять некоторые позиции противника почти у Изонцо напротив Гориции, но они не смогли продвинуться дальше до наступления в этом районе зимы.
На юге фронта 3-я армия не смогла добиться никаких успехов: любые скромные успехи были впоследствии сведены на нет контратаками противника. Битва закончилась 1 декабря, хотя в течение следующих двух недель произошло несколько незначительных стычек.

## Результаты
Это наступление итальянских войск, оказалось неудачным как и два предыдущих. Верховное командование итальянской армии опять допустила грубейшие просчёты при подготовке операции. Проводились разрозненные атаки на позиции противника, и не оказывалась существенная артиллерийская поддержка. нехватка тяжёлой артиллерии и боеприпасов значительно повлияли на результат неудачного наступления. Не были учтены условия горного театра военных действий. К концу декабря несмотря на все усилия итальянской армии, важнейшие пункты обороны в районе Изонцо остались в руках австро-венгерской армии.